# Sant Esteve d'Erinyà
Sant Esteve d'Erinyà és una esglesia de Conca de Dalt (Pallars Jussà) inclosa a l'Inventari del Patrimoni Arquitectònic de Catalunya, consagrada el 10 de gener de 1168 pel bisbe d'Urgell, Arnau de Preixens.

## Descripció
Església d'una nau amb edificacions adossades al lateral nord i al de migjorn. Ha estat modificada i ampliada per la capçalera. A l'interior té tribunes al cor i a les galeries laterals.
La façana a la placeta interior té la porta amb arc de mig punt, rosetó per a la il·luminació del cor i un campanar a la cantonada de ponent-nord, amb les cares aixamfranades, espitlleres i quatre finestres amb arc de mig punt amb les respectives campanes.